# Gazeta Magnetofonowa
Gazeta Magnetofonowa – polski kwartalnik poświęcony wyłącznie polskiej muzyce, wydawany od grudnia 2015 do grudnia 2019 roku przez wydawnictwo Trzecie Ucho. Pierwszy numer czasopisma powstał dzięki zbiórce crowdfundingowej. 
Wśród współpracowników czasopisma znajdowali się dziennikarze muzyczni z różnych mediów, m.in. Łukasz Wawro, Mariusz Herma i Tomasz Doksa, Halina Jasonek, Jan Błaszczak, Krzysztof Sokalla, Pablopavo, Bartłomiej Chaciński, Łukasz Kamiński i Filip Kalinowski.
W marcu 2020 redaktor naczelny kwartalnika, Jarosław Szubrycht ogłosił zakończenie wydawania pisma, twierdząc jednocześnie, że planowano 5 numerów, a udało się wydać 17. 
Nakład Gazety Magnetofonowej wynosił 5 tysięcy egzemplarzy, a sprzedaż około 2,5 tys.
W 2021 roku Gazeta Magnetofonowa wznowiła działalność jako „GAMA. Nowa Gazeta Magnetofonowa”. Wydawcą była firma Mystic Productions, a redaktorem naczelnym pozostawał Jarosław Szubrycht. W lipcu 2022 roku tytuł został zamknięty.